# Cantonul Creully
Cantonul Creully este un canton din arondismentul Caen, departamentul Calvados, regiunea Basse-Normandie, Franța.

## Comune
| Comune                | Populație (1999) | Cod poștal | Cod INSEE |
| --------------------- | ---------------- | ---------- | --------- |
| Amblie                | ...              | 14480      | 14008     |
| Anguerny              | ...              | 14610      | 14014     |
| Anisy                 | ...              | 14610      | 14015     |
| Basly                 | ...              | 14610      | 14044     |
| Bény-sur-Mer          | ...              | 14440      | 14062     |
| Cairon                | ...              | 14610      | 14123     |
| Cambes-en-Plaine      | ...              | 14610      | 14125     |
| Colomby-sur-Thaon     | ...              | 14610      | 14170     |
| Coulombs              | ...              | 14480      | 14186     |
| Courseulles-sur-Mer   | ...              | 14470      | 14191     |
| Creully               | ...              | 14480      | 14200     |
| Cully                 | ...              | 14480      | 14212     |
| Fontaine-Henry        | ...              | 14610      | 14275     |
| Le Fresne-Camilly     | ...              | 14480      | 14288     |
| Lantheuil             | ...              | 14480      | 14355     |
| Lasson                | ...              | 14740      | 14356     |
| Martragny             | ...              | 14740      | 14406     |
| Reviers               | ...              | 14470      | 14535     |
| Rosel                 | ...              | 14740      | 14542     |
| Rucqueville           | ...              | 14480      | 14548     |
| Saint-Gabriel-Brécy   | ...              | 14480      | 14577     |
| Secqueville-en-Bessin | ...              | 14740      | 14670     |
| Thaon                 | ...              | 14610      | 14685     |
| Vaux-sur-Seulles      | ...              | 14400      | 14733     |
| Villons-les-Buissons  | ...              | 14610      | 14758     |